# Dennis Hamilton
Dennis Eugene Hamilton (Huntington Beach, 8 maggio 1944 – Chandler, 18 giugno 2012) è stato un cestista statunitense, professionista nella NBA e nella ABA.